# Adolf Milich
Adolf Milich (ur. 1884 w Tyszowcach, zm. 1964 w Paryżu) – polski i francuski malarz.

## Życiorys
Urodził się w Tyszowcach koło Zamościa, od dzieciństwa mieszkał w Łodzi, gdzie poznał środowisko artystyczne. W latach 1902–1902 studiował w Szkole Sztuk Pięknych w Warszawie, a następnie wyjechał do Monachium, gdzie przez rok był studentem tamtejszej Akademii Sztuk Pięknych. Kolejny rok spędził w Paryżu, od 1905 do 1915 mieszkał we Włoszech, a następnie do 1920 w Szwajcarii. W 1920 zamieszkał na stałe w Paryżu, w połowie lat 20. XX wieku przebywał gościnnie w Polsce, został wówczas członkiem Związku Zawodowego Malarzy i Rzeźbiarzy Polskich. Podczas II wojny światowej przebywał w Szwajcarii, po wojnie powrócił do Paryża. W 1952 został honorowym obywatelem Lugano. 
Studiował twórczość starych i nowych mistrzów, unikał współczesnych mu grup malarskich, był kolekcjonerem malarstwa. Przedmiotem jego twórczości była przede wszystkim przyroda śródziemnomorska, tworzył pejzaże wybrzeży Morza Śródziemnego, Palestyny i Prowansji. Stworzył własny styl, który opierał się na związkach z kulturą klasyczną, cechowała je klasyczna, powściągliwa kompozycja i środki wyrazu, stosował mocne, pełne blasku barwy. Jego prace były regularnie wystawiane w Paryżu, ale także w Jerozolimie, Australii i Japonii.